# 委任議席
委任議席，是議會成員來源途徑之一。相對於經選舉產生的議員議席，委任議席由國家元首、政府首腦、行政長官等邀請出任，不經選舉產生。在議會歷史發展初期，曾為產生議員的主要途徑，日後多被選舉取代。

## 優點
- 提供選舉政治以外的議員來源，委任議員無需受個別選區利益約束。
- 假如規定委任議員必須為無黨籍的情況下，委任議員無需受政黨政治所局限，較能自由發表個人意見。
- 執政者可藉此抗衡議會中反對黨的勢力，行政較為穩定順暢。

## 缺點
- 因為由執政者委任，委任議員較傾向支持政府，以便日後繼續獲得委任。
- 執政者把委任議席作為支持者的政治酬庸，獲委任者未必稱職。但其去留卻不受民意制約，只根據執政者的好惡。
- 政府藉著委任意見相近者進入議會，沖淡民選議員對政府造成的壓力，令政府較易漠視民意，影響議會代表全體人民、反映民意的功能。
- 因為無需參與選舉，委任議員通常較反對民主、反對進一步開放選舉權或增加直選議席。

## 例子
- 英國上議院﹕少部分為擔任英國國教會聖職者，稱靈職議員；大部分為貴族代表，稱俗職議員。世襲貴族互選代表、終身貴族則自動晉身上議院。英國國教會的高級聖職和各種貴族均由英國君王委任（經教會或內閣建議下）。但上議院職權受很大限制，國會主要權力集中於直選產生的下議院。
- 新加坡國會﹕大部分議員由直選產生（單選區或集選區），不多於十二名來自反對黨得票最多的落選者稱非選區議員（如果有反對黨人在直選中勝出，非選區議員數目會相應扣減），另外九名規定無黨籍之官委議員由總統根據國會推薦委任。非選區議員和官委議員均可參與辯論及一般議案表決，但無權就財政預算、憲法修正案、對內閣之不信任動議或罷免總統動議等重要議案投票。(2016年修憲後，非選區議員可參與上述重要議案投票，只有官委議員無權參與。)
- 香港區議會﹕2023年香港選舉改革後，四成議席（179席）由行政長官委任，直選議席不足兩成（88席）。
- 澳門立法會﹕議員部分由直選產生、部分由間接選舉產生、部分由行政長官委任。委任議員權力與其他議員相同。
- 意大利議會﹕眾議院議員直選產生，參議院議員大部分直選產生，總統另外委任五名終身參議員，卸任總統同為當然終身參議員。終身參議員權力與其他議員相同。

## 相關
- 香港區議會（2016年一度取消，並於2024年重設）
- 立法會（1991年及之前曾有委任議員，後取消，時稱立法局）
- 眾議員
- 參議員
- 專業人士
- 雙普選
- 直選
- 間選